# The Prince and the Pauper
The Prince and the Pauper (publicado em português com o título O Príncipe e o Pobre ou O Príncipe e o Mendigo) é o primeiro romance histórico do escritor norte-americano Mark Twain e foi inspirado pela sua viagem à Europa. Foi publicado pela primeira vez no Canadá em 1881 antes de ser lançado nos Estados Unidos em 1882. Ambientado em 1547, conta a história (inverossímil, mas que funciona bem no plano da literatura) de dois meninos de aparência física idêntica – Tom Canty, um mendigo que vive com seu pai abusivo em Offal Court, Londres, e o príncipe Eduardo, filho de Henrique VIII de Inglaterra, coroado como rei Eduardo VI – que trocam de roupas e de papéis. O romance contrasta o submundo e a corte londrinas, de onde se originam os dois personagens. O tema da troca de trajes se encontra também na história Anisuljalis e Nuruddin Ali Bin Haqan de As Mil e Uma Noites, em que o califa troca de roupas com um pescador para não ser reconhecido.
Embora a troca de identidades não seja incomum no cinema e na literatura atuais, O Príncipe e o Mendigo não foi tão bem recebido quanto o romance anterior, As Aventuras de Tom Sawyer. Contando a história de dois garotos nascidos no mesmo dia e que são fisicamente idênticos, a obra envereda para a crítica social quando o príncipe e o mendigo trocam de lugar. O tema permitiu que Twain utilizasse seu vasto conhecimento de história e biografia, dois assuntos que ocupavam muito do seu tempo de leitura, além de refletir sobre as injustiças gritantes da sociedade da época.
O inglês arcaico dos diálogos, que lembra o das peças de Shakespeare, mostra a propensão de Twain em utilizar tipos de linguagem diferentes, algo ilustrado também pelo linguajar de Huck e dos negros do Mississipi em Aventuras de Huckleberry Finn.

## Sinopse
Na cidade de Londres, num mesmo dia de outono, no segundo quarto do século XVI, nasceram Tom Canty e Edward tendo uma semelhança incrível na aparência.
Tom era um mendigo e tinha um pai cruel chamado John Canty. Era forçado pelo pai a pedir esmolas para ganhar dinheiro e o pai também o juntava a um grupo de ladrões. Se não lucrasse ou se ganhasse pouco, Tom levava fortes surras.
Já Edward, era o filho e herdeiro do trono do Rei Henrique VIII, e era tratado cheio de amor e carinho.
Tom, para esquecer de sua triste e infeliz vida, adorava brincar com os amigos de rua. Nas brincadeiras ele sempre era o príncipe. Também sempre sonhava com uma vida mais cômoda e melhor. Gostava tanto de brincar desse jeito que um dia foi para o palácio do Rei Henrique.
Quando foi ver o príncipe Edward na janela, o príncipe percebeu sua presença e o mandou logo entrar para os dois brincarem juntos. Os dois se olharam no espelho e perceberam que tinham a mesma aparência. Decidiram então trocar de roupa. Logo depois que trocaram de roupa, chegou um guarda levando aos tapas Edward para fora do castelo por confundi-lo com Tom.
Tom foi chamado para jantar com o suposto pai e não sabendo de nenhum assunto, Rei Henrique achou que Edward (na verdade Tom) havia enlouquecido e perdido a memória.
Já Edward, foi obrigado a viver por alguns dias como mendigo. Edward não suportando a pressão de John Canty, então, fugiu para a casa de um homem simples chamado Miles, que ia se casar com uma linda moça chamada Edith, mas foi sabotado pelo seu irmão Hugh, que sequestrou Edith. Na história inteira Miles ajudou Edward.
Miles foi com Edward procurar sua amada Edith para se casar. Quando chegou, notou que seu pai havia morrido e que Hugh estava prestes a se casar com Edith. Miles foi preso e Edward ajudou Miles a sair da prisão. Soube também que o Rei Henrique havia morrido e que Tom iria virar Rei. Chegando na hora da coroação, foi reconhecido e no final, tudo ficou bem: Edward virou rei e prometeu para sempre ajuda a Tom. John Canty foi condenado à forca e fugiu; Miles disputou um duelo com Hugh, que no fim resultou na morte de Hugh e Miles se casou com Edith.

## Personagens
- Tom Canty     - Mendigo
- Edward        - Príncipe
- Henrique VIII - Rei
- John Canty  - Pai de Tom
- Miles         - Companheiro de Edward
- Hugh          - Irmão de Miles
- Edith         - Amada de Miles
- Jane Grey     - Prima de Edward
- Elizabeth e Mary - Irmãs de Edward
- Bet e Nan     - Irmãs de Tom

## Adaptações
- Foi adaptado para o cinema em 1915, em um filme dirigido por Edwin Stanton Porter.
- Outra adaptação para o cinema em 1937 dirigida por William Keighley e William Dieterle.
- Uma terceira adaptação em 1977, dirigida por Richard Lester.
- O Príncipe e o Mendigo - telenovela brasileira exibida pela Rede Record entre 4 de janeiro e 9 de abril de 1972.
- Um média metragem em animação 2D dos estúdios Disney em  1990, com os papéis representados por Mickey Mouse, Pato Donald, Pateta etc.
- Em 2004, a boneca Barbie lançou sua adaptação da obra de Mark Twain, A Princesa e a Plebeia, um filme musical voltado para o público infantil.
- Em 2012, mais uma vez a boneca Barbie lançou uma adaptação da obra, com A Princesa e a Popstar.